# Cydonia: Mars - The First Manned Mission
Pour les articles homonymes, voir Cydonia.
Cydonia: Mars - The First Manned Mission (ou Lightbringer: The Next Giant Leap for Mankind) est un jeu vidéo d'aventure développé par Aneiva Interactive et édité par DreamCatcher Interactive, sorti en 1998 sur Windows.

## Accueil
- Adventure Gamers : 3,5/5[1]
- Computer Gaming World : 3/5[2]